# Feng Fei

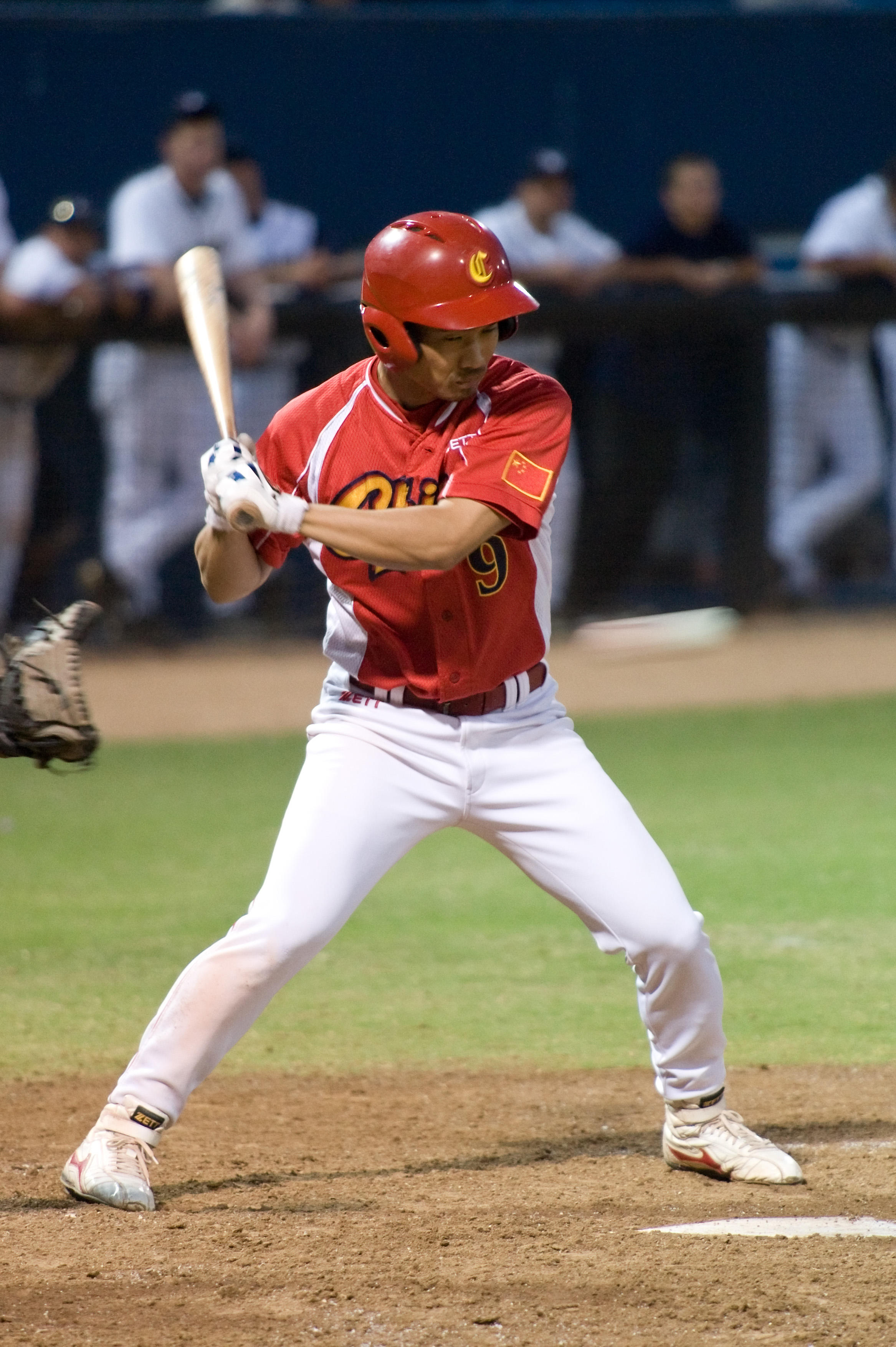
Feng Fei

Feng Fei (chinesisch 冯 飞; * 18. Februar 1983 in Chengdu, Sichuan) ist ein chinesischer Baseballspieler.

## Leben
Feng besuchte von 1990 bis 1997 die Chengdu Jinniu District Spare-time Sports School. Ab 1997 war er an der Sichuan Taipingsi Air Sports School Table Tennis, Badminton and Tennis Administrative Center.
Sein Debüt in der chinesischen Baseballnationalmannschaft gab er 2003. Mit ihr wurde er 2005 bei den Asienmeisterschaften Dritter. 2008 nahm er mit dem Team an den Olympischen Sommerspielen in Peking teil. Das chinesische Team verfehlte als Siebter der Vorrunde die Qualifikation für das Halbfinale.